# Bethwell Birgen
Bethwell Birgen (né le 6 août 1988) est un athlète kényan, spécialiste des courses de demi-fond.

## Biographie
Il participe aux championnats du monde en salle 2012 d'Istanbul où il s'incline dès les séries. En mai, lors du meeting de Doha, première étape de la Ligue de diamant 2012, Bethwell Birgen se classe troisième du 1 500 m en portant son record personnel à 3 min 31 s 17. Il améliore ce record fin juillet lors du Meeting Herculis de Monaco en couvrant la distance en 3 min 31 s 00. Début septembre, lors de la finale au Mémorial Van Damme de Bruxelles, il termine troisième de la course en 3 min 32 s 24, derrière son compatriote Silas Kiplagat et l'Éthiopien Mekonnen Gebremedhin.
Le 4 mars 2018, aux championnats du monde en salle de Birmingham, Birgen décroche la médaille de bronze du 3 000 m en 8 min 15 s 70, derrière les Ethiopiens Yomif Kejelcha et Selemon Barega.

## Palmarès
| Date | Compétition                        | Lieu                               | Résultat | Épreuve | Temps         |
| ---- | ---------------------------------- | ---------------------------------- | -------- | ------- | ------------- |
| 2018 | Championnats du monde en salle     | Birmingham                         | 3e       | 3 000 m | 8 min 15 s 70 |
| 2018 | Ligue de diamant                   | Ligue de diamant                   | 9e       | 1 500 m | 3 min 38 s 76 |
| 2019 | Circuit mondial en salle de l'IAAF | Circuit mondial en salle de l'IAAF | 2e       | 1 500 m | détails       |

## Records
| Épreuve | Épreuve   | Performance   | Lieu      | Date            |
| ------- | --------- | ------------- | --------- | --------------- |
| 1 500 m | Plein air | 3 min 30 s 77 | Monaco    | 19 juillet 2013 |
| 1 500 m | Salle     | 3 min 34 s 65 | Karlsruhe | 12 février 2012 |